# Stazione di Traversagna (Bollate)
Stazione di Traversagna 1990-ben bezárt vasútállomás Olaszországban, Lombardia régióban, Bollate településen.

## Vasútvonalak
Az állomást az alábbi vasútvonalak érintik:
- Milánó–Saronno-vasútvonal

## Kapcsolódó állomások
A vasútállomáshoz az alábbi állomások vannak a legközelebb:
- Stazione di Bollate Nord
- Stazione di Castellazzo